# Copa Alagoas 2020
In 2020 werd de zesde editie van de Copa Alagoas gespeeld voor voetbalclubs uit de Braziliaanse staat Alagoas. De competitie werd georganiseerd door de FAF en werd gespeeld van 4 tot 19 januari. Het was de eerste editie met een nieuw format, de vorige vijf keer, laatste keer in 2015, was de competitie een onderdeel van het Campeonato Alagoano. Nu werd de competitie opgewaardeerd tot staatsbeker en kreeg de winnaar een ticket voor de Série D van het daaropvolgende jaar. 

## Groepsfase
| Plaats | Club    | Wed. | W | G | V | Saldo | Ptn. |
| ------ | ------- | ---- | - | - | - | ----- | ---- |
| 1.     | ASA     | 4    | 2 | 2 | 0 | 5:0   | 8    |
| 2.     | CEO     | 4    | 2 | 1 | 1 | 4:1   | 7    |
| 3.     | CSE     | 4    | 1 | 2 | 1 | 4:5   | 5    |
| 4.     | Murici  | 4    | 1 | 1 | 2 | 3:7   | 4    |
| 5.     | Jacyobá | 4    | 0 | 2 | 2 | 1:4   | 2    |

|  | Geplaatst voor finale |

## Finale
|            |                                                 |       |                                                 |                                                      |
| 19 januari | ASA                                             | 1 –1  | CEO                                             | Estádio Municipal Coaracy da Mata Fonseca, Arapiraca |
| 19 januari | Luiz Fernando 6'                                |       | 83' Dannyel                                     | Estádio Municipal Coaracy da Mata Fonseca, Arapiraca |
| 19 januari | Strafschoppen                                   |       |                                                 | Estádio Municipal Coaracy da Mata Fonseca, Arapiraca |
| 19 januari | Junior Gaúcho William Jorbert Reinaldo Alagoano | 4 - 3 | = Cristiano Roger Dannyel Goiabinha Jean Carlos | Estádio Municipal Coaracy da Mata Fonseca, Arapiraca |

| ASA | CEO |

## Kampioen
| Copa Alagoas de 2020    |
| Alagoas                 |
| ----------------------- |
| ASA Kampioen (2° titel) |